# Transacqua
Transacqua là một đô thị ở tỉnh Trento ở vùng Trentino-Alto Adige/Südtirol của Ý, tọa lạc cách 60 km về phía đông của Trento. Tại thời điểm ngày 31 tháng 12 năm 2004, đô thị này có dân số 2.007 người và diện tích là 35,6 km².
Đô thị Transacqua có các frazioni (đơn vị trực thuộc, chủ yếu là các làng) Ormanico and Pieve.
Transacqua giáp các đô thị: Siror, Sagron Mis, Mezzano, Cesiomaggiore, Tonadico và Fiera di Primiero.